# Влосань
Влосань (пол. Włosań) — село в Польщі, у гміні Могиляни Краківського повіту Малопольського воєводства.
Населення — 1315 осіб (2011).
У 1975-1998 роках село належало до Краківського воєводства.

## Демографія
Демографічна структура станом на 31 березня 2011 року:
|          | Загалом | Допрацездатний вік | Працездатний вік | Постпрацездатний вік |
| -------- | ------- | ------------------ | ---------------- | -------------------- |
| Чоловіки | 649     | 145                | 450              | 54                   |
| Жінки    | 666     | 142                | 400              | 124                  |
| Разом    | 1315    | 287                | 850              | 178                  |